# عبد الرحيم العرجون
عبد الرحيم العرجون (من مواليد 19 يوليو 1963) هو حكم كرة قدم مغربي سابق، زاول مهنة التحكيم في الفترة الممتدة من سنة 1994 إلى 2008.

## وصلات خارجية
- عبد الرحيم العرجون على موقع Soccerway.com (الإنجليزية)